# Internet Message Access Protocol
Internet Message Access Protocol (IMAP) är ett protokoll som används för att läsa e-post från en emailserver. IMAP använder normalt port 143 eller port 993 för SSL-anslutning. Nuvarande version av IMAP är revision 4.
IMAP4 skiljer sig från det tidigare populära POP3-protokollet på bland annat följande punkter:
- IMAP4 har stöd för mappar på servern. Mapparna kan antingen vara privata, gemensamma för grupper av användare, eller virtuella, till exempel peka på en FTP- eller Usenet-server.

- IMAP4 har stöd för flaggor på meddelanden, både standardflaggor som läst/oläst, stjärnmärkt och radera. Användarens klientprogram kan också definiera egna flaggor för exempelvis spam-meddelanden.

- IMAP4 har sökning inbyggt i protokollet.

- IMAP4 kan hämta delar av ett meddelande. Exempelvis kan klientprogrammet ladda ner en viss bilaga bara när användaren ska använda den.

- IMAP4 meddelar klienten när det kommit in ett nytt meddelande om klienten är online. Detta är ett slags push mail. Klienten kan då välja att hämta hem det nya meddelandet med hjälp av meddelandets unika ID, så kallat UID. POP3 har inte denna möjlighet eftersom protokollet bygger på sekvenslistor för meddelanden som inte får ändras under en session.

- IMAP4 har som standard stöd för krypterad påloggning.

Det finns även en utökning av IMAP4, IMAP Idle, som garanterar att mailservern är uppkopplad i minst 29 minuter. Efter denna tid kan klienten starta om Idle. Med hjälp av denna teknik som är implementerad på flesta IMAP4-servrar kan klienten alltid vara uppdaterad (push mail).
Det tillkommer fortlöpande utökningar till IMAP-protokollet. Utökningar är lätta att göra i IMAP med hjälp av IMAP-kommandot Capability. Det finns exempelvis en grupp inom IETF, Lemonade, som tar fram nya RFC:s med målet att IMAP4 ska bli effektivare att använda från mobiltelefoner.